# Grup d'Estudis Teatrals d'Horta
El Grup d'Estudis Teatrals d'Horta va ser un grup de teatre de reconeguda importància dins del panorama teatral del Teatre independent català de la dècada dels anys 70 del segle xx. Va ser creat i dirigit el 1964 per Josep Montanyès, qui al seu torn s'havia format a l'EADAG. En ell s'hi van formar actor com Joan Miralles o el director Lluís Pasqual.
Entre les seves produccions, cal destacar, per exemple, Oratori per un home sobre la terra (1969), de Jaume Vidal i Alcover, L'ombra de l'escorpí (1971), de Maria Aurèlia Capmany, o Sopa de pollastre amb ordi (1978), d'Arnold Wesker. L'any 1967, Montanyès i Albert Boadella van fundar Estudis Nous, un centre de formació en què es va donar molta importància a la preparació del cos. Als Estudis Nous hi van assajar tant Comediants, que s'havien conegut precisament al Grup d'Estudis Teatrals d'Horta, com Els Joglars, que hi tindran la seu. Hi feien classes Albert Boadella, Maria Aurèlia Capmany, Xavier Fàbregas i Albert Vidal.
L'octubre de 1970, rebia el Trofeu Sitges dins el marc del Festival Nacional de Teatro de Sitges amb l'obra La fira de la mort de Jaume Vidal i Alcover.

## Estrenes
- 1969. Improvisació per Nadal de Josep Montanyès
- 1970. Oratori per un home sobre la terra de Jaume Vidal i Alcover
- 1970. La fira de la mort de Jaume Vidal i Alcover
- 1972. L'ombra de l'escorpí de Maria Aurèlia Capmany
- 1977. Home amb blues. Música de Joan Vives.
- 1978. Sopa de Pollastre amb ordi d'Arnold Wesker